# Leo Radom
Leo Radom (* 13. Dezember 1944 in Shanghai) ist ein australischer theoretischer Chemiker (Quantenchemie).
Radom wuchs in Sydney auf und studierte dort an der University of Sydney Chemie mit dem Bachelor-Abschluss 1965, dem Master-Abschluss 1966 und der Promotion 1969. Als Post-Doktorand war er 1969 bis 1972 mit einem Fulbright-Stipendium an der Carnegie-Mellon University bei John A. Pople. Radom war Professor an der Australian National University (1974 bis 2003 als Fellow, Senior Fellow, Professorial Fellow und Professor) und ist seit 2003 Professor an der Universität Sydney.
Er befasste sich unter anderem mit  Chemie freier Radikale und oxidativen Schäden in biologischen Systemen, Enzym-katalysierten Reaktionen, theoretischer Thermochemie, Chemie von Alkali- und Erdkali-Metallen, Wasserstoffbindung und Hydrierung und Gasphasen-Chemie von Ionen.
1994 erhielt er die Schrödinger Medal. Er ist Mitglied der International Academy of Quantum Molecular Science und der Australian Academy of Science (1988). 2008 erhielt er die David Craig Medal und 2006 die Fukui Medal. Er war bis 2011 Präsident der WATOC und organisierte 2008 deren Konferenz in Sydney. 1982 erhielt er einen D.Sc. der Australian National University. 1979 wurde er Fellow des Royal Australian Chemical Institute und 2008 wurde er Fellow der Royal Society of Chemistry.